# Treblinkai felkelés
A treblinkai felkelés a treblinkai megsemmisítő táborban a második világháború idején, 1943. augusztus 2-án történt esemény. Közvetlenül utána a tábor foglyainak többsége megszökött. Ez volt az első náci megsemmisítő táborban történt felkelés.

## A tábor
A Treblinka 2-nek is nevezett treblinkai megsemmisítő tábort nem messze építették fel lengyel foglyok Treblinka 1-nek nevezett büntető munkatáborától. A Treblinka 2-t a lengyelországi zsidók megsemmisítésére szánt Reindhard-művelet keretében létesítették a belzeci és a sobibóri megsemmisítőtáborokkal együtt.
A tábort 1942 májusának végén vagy júniusának elején kezdték építeni Lengyelország keleti részén, nem messze a Nyugati-Bug folyótól, mely a Szovjetunió megtámadása előtti lengyel-szovjet határ volt. A helyet erdő borította és helységektől viszonylag távol volt, négy kilométerre Treblinka falutól és ennek vasútállomásától. Építésének első szakasza július közepe táján fejeződött be és a tömeges megsemmisítés július 23-án kezdődött el, de az építési munkálatok még több hónapon keresztül folytatódtak.

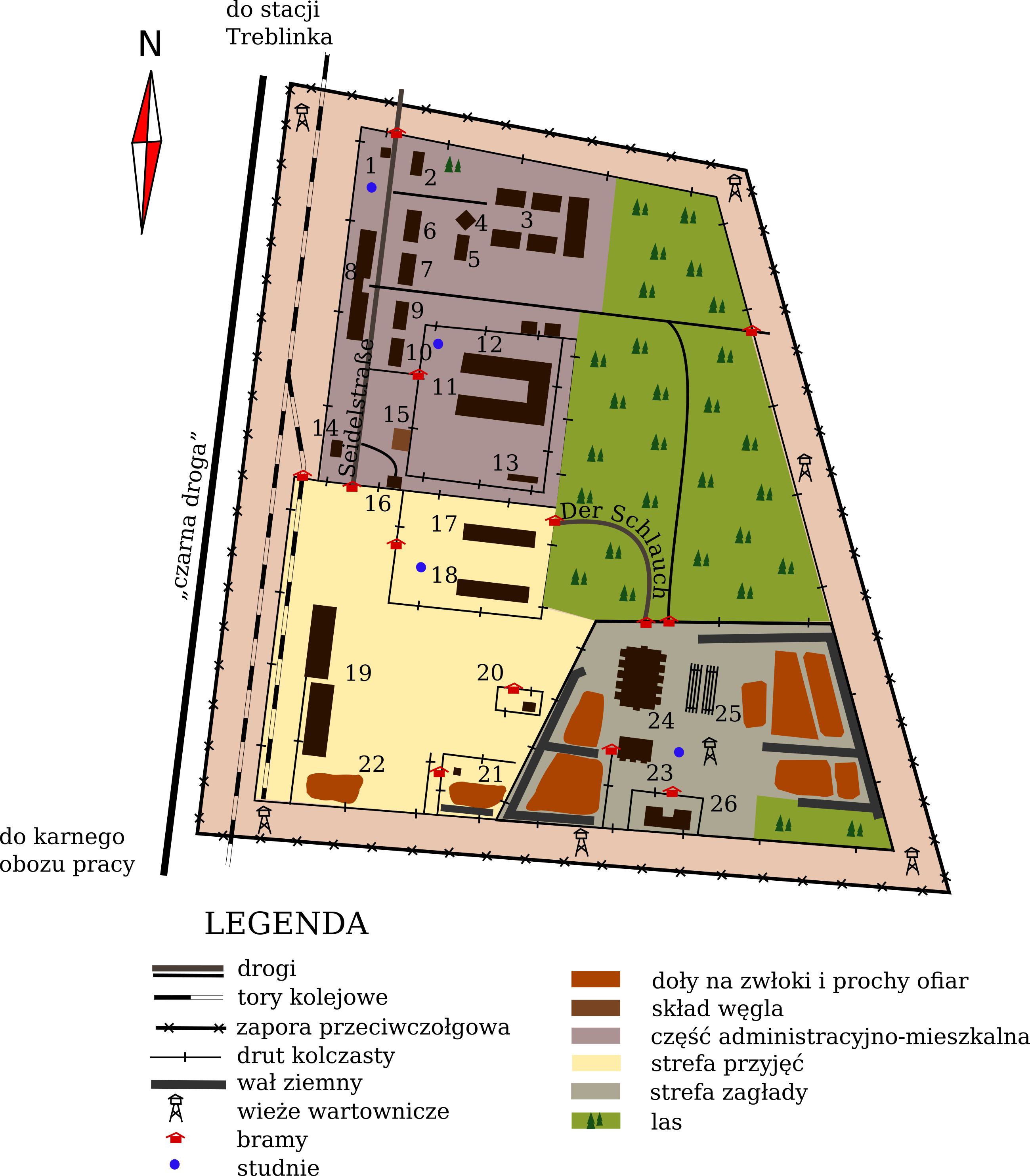
A tábor alaprajza.

A tábor három részlegből állt. Az 1-es részleg egyik része a tábor személyzetének volt fenntartva, a másikban pedig, sögesdrót kerítéssel elkülönítve a dolgoztatásra ideiglenesen életben hagyott foglyok lakóbarakkjai és közülük egyesek műhelyei voltak.
A 2-es részlegbe terelték az újonnan behozott deportáltakat. Volt ott egy holtvágány, amelyre az őket szállító vagonokat tolták be, és ennek mentén egy platform és vasútállomásnak álcázott barakkok, amelyekben valójában a deportáltaktól elszedett holmikat osztályozták és tárolták. A részleg közepén kellett hagyniuk a deportáltaknak poggyászukat. Volt még ott egy barakk, ahol a nőknek és gyermekeiknek kellett levetkezniük, egy helyiséggel, ahol a nők haját nyírták le, valamint egy másik barakk, ahol a férfiak vetkeztek le. A tábor ottani kerítése mellett volt egy kórháznak álcázott Lazarett-nek nevezett barakk, amelyet faágakkal teletűzdelt sögesdrót kerítés választott el.
A vetkőző barakkoktól keskeny, faágakkal álcázott kerítésekkel elszigetelt út vezetett a 3-as részleghez, ahol a megsemmisítés történt. Itt gázkamrák voltak és nagy gödrök a holttestek elhelyezésére. 1943 februárjában Heinrich Himmler elrendelte, hogy tüntessék el a népirtás nyomait, és e célból a holttestek kiásását és elégetését. Erre vasúti sínekből két rostélyt állítottak fel. Ott volt sögesdrót kerítéssel elválasztva az ebben a részlegben dolgoztatott foglyok lakóbarakkja is.

### A személyzet
A tábor működését 20–30 SS-tiszt és altiszt felügyelte. Ők nem őrködtek. Ezt a feladatot 80–120 őr látta el. Ezek a németek szolgálatába állt volt szovjet hadifoglyok voltak, többségükben ukránok és németek, de egyéb Szovjetunióbeli nemzetiségűek is. Őrködésen kívül részt vettek a megsemmisítésben is és, mint az SS-ek, ők is elkövettek atrocitásokat.
Az 1-es részlegben az SS-eket néhány lengyel és ukrán nő szolgálta ki.

### A megsemmisítés
A Treblinka 2-t lengyelországi zsidók megsemmisítésére létesítették, de megöltek ott kisebb Ausztriából, Németországból, Görögországból, a Bulgária által elfoglalt jugoszláviai Macedóniaból, Csehországból és Litvániából odahurcolt kisebb csoportokat is, valamint kb. 2000 cigányt.
Nem tudni pontosan hány ember volt áldozata Treblinkában a népirtásnak. Számuk legkisebb becslése 700 000, de az 1964–1965-ös első Treblinka-per bírósága 900 000-es becslésre jutott.

### A dolgozó foglyok
A tábor foglyai munkaképes férfiak és gyermek nélküli nők voltak, akiket a deportáltszállítmányok érkezésekor válogattak ki és ideiglenesen életben hagytak a tábor fenntartására szükséges és a megsemmisítési folyamattal kapcsolatos munkák végzésére. Mindig kb. 1000 ilyen fogolyra volt szükség.
Az 1-es és a 2-es részlegben kb. 700 fogolyt dolgoztattak. A legtöbb a 2-es részlegben dolgozott három csapatban. Az egyik a táborban levő holtvágány platformján dolgozott. Tagjai szedték ki a vagonokból a szállítás közben meghaltakat és takarították ki a vagonokat. Egy másik csapat tagjai vitték a mozgásképteleneket a Lazaretthez, ahol ezeket azonnal lelőtték. Szintén ők vitték a deportáltak poggyászait és ruháit az osztályozóbarakkokba. A legnagyobb csapat az osztályozóké volt. Ők osztályozták fajtájuk és minőségük szerint az összes deportáltaktól elszedett holmit és Németországba szállításukra csomagolták be. Egy másik csapat a fodrászok csapata által lenyírt női hajat fertőtlenítette és csomagolta. Egy Goldjuden (arannyal foglalkozó zsidók) nevű csapat főleg ékszerészekből, órásokból és banki almazottakból állt. Ők vették át, osztályozták, értékelték, jegyezték be és csomagolták a deportáltaktól elszedett és az osztályozók által megtalált varrással eldugott pénzt, nemes fémekből és drágakövekből készült tárgyakat. Kb. 20 iparos és szakmunkás, szabók, cipészek, asztalosok, kovácsok, lakatosok és bádogosok dolgoztak a műhelyekben. Voltak még útépítők és más építőmunkások is. Az SS-ek rendelkezésére orvosok, fogorvos és fodrászok álltak. Ezek, a Goldjuden és a műhelyekben dolgozók voltak a dolgozó foglyok elitje.
A tábor melletti erdőben őrizet alatt favágók csapata vágott ki fákat és készítette elő a tüzifát. Egy másik őrök kísérte csapat az erdőben fenyőágakat vágott le, a táborba vitte és a kerítésekbe illesztette, folyamatosan helyettesítve az elszáradt ágakat. Ősszel és tavasszal dolgozott egy burgonyát tároló és fagyás ellen védő csapat.
Dolgozó fogoly nők 1942 szeptemberétől kezdve voltak a táborban, időben változó számban, a kezdeti 25–30-tól a későbbi 50-ig. Őket mosónőkként, szakácsokként és varrónőkként dolgoztatták.
Volt négy kamaszfiú is, akiket az SS-ek csizmáik és egyenruháik tisztán tartására használtak.
A 3-as, megsemmisítő részlegben kb. 300 fogolyt dolgoztattak. A munka fázisaira szakosodott csoportok szedték ki a gázkamrákból a holttesteket, tisztították ki a kamrákat, szedték ki holttestek nemes fémekből készült fogait, fogkoronáit és fogprotéziseit, szállították el a holttesteket a gödörhöz. 1943 februárjától ki lettek ásva a holttestek és az itteni foglyok egyik csoportjának el kellett égetniük ezeket, a következő időszakban pedig mindjárt elgázosítás után elégetniük a holttesteket.
Külön kategória volt a különböző funkciókra kijelölt foglyoké. Mindegyik munkacsapatnak volt egy kápója, aki munka közben felügyelte a csapatot. A nagyobb csapatok kisebb csoportokra voltak osztva és mindegyiknek volt egy munkavezetője. Mindegyik lakóbarakknak is volt egy fogoly főnöke, aki mindazért felelt, ami a barakkban történt. A foglyok hierarchiájának csúcsán a fogoly táborfőnök állt, egy az 1-es és 2-es részleg felett, egy a 3-as felett. A kápók, a barakk- és a táborfőnökök nem végeztek testi munkát, jobb életkörülményeik voltak, mint a többi fogolynak, és megbüntethették ezeket. A funkciós foglyok jellemük szerint viselkedtek a többi fogollyal. Egyesek ugyanolyan embertelenek voltak, mint az SS-ek, mások viszont emberségesek.

### A fogva tartás körülményei
A táborban kapott élelmezés nagyon elégtelen volt. Jobb volt, amikor szállítmányok jöttek, és az SS-ek eltűrték, hogy a foglyok elvegyenek a deportáltak által hozott élelemből. Amikor nem jöttek szállítmányok, és főleg a tábor létezésének vége felé, amikor már egyáltalán nem jöttek, a foglyok éheztek.
A foglyokat olykor tarthatatlan tempóban dolgoztatták. A kápóknak volt korbácsuk vagy botjuk, és az embertelenek megverték azokat, akik szerintük túl lassan dolgoztak. Ezen kívül is a foglyokat kegyetlenül büntették a legkisebb kihágásokért is, általában legalább 25 bőrszíjjal adott ütéssel. Azokat, akik túlságosan legyengültek, túl betegek voltak vagy munkaképtelenek lettek a büntetések nyomán, lelőtték. A holtak száma különösen nagy volt az 1942 decemberétől 1943 márciusáig tartó flekktífusz-járvány idején. Akkor kb. 400 fogoly halt meg, legtöbbjük golyó által, amikor már nem bírtak a létszámellenőrzésre kimenni.
Az életben maradáshoz nemcsak testi, hanem lelki kitartás is kellett. A 3-as részlegben sokan nem bírták ki a körülményeket és öngyilkosok lettek.
Amikor, főleg 1943 kezdete után a deportáltszállítmányok ritkábbak lettek és a foglyok népessége stabilabb lett, a feszültség csökkent valamennyire, és a foglyoknak megengedtek egyes olyan dolgokat, amelyek a szabad életükre emlékeztettek, például egyes vallási megnyilvánulásokat. Már előbb életben hagytak muzsikusokat, zenekar és kórus alakult meg az 1-es részlegben, valamint egy muzsikustrió a 3-asban. Ezeknek elsősorban a személyzetet kellett szórakoztatniuk, de a büntetések alatt is játszaniuk, a zenekar vezetőjének pedig meg kellett komponálnia a tábor úgynevezett himnuszát, amelyet a foglyok kötelesek voltak ismerni és énekelni sorban való menet közben.
A munkaidőn kívüli néhány órában, általában 18 órától, amíg 21 órakor bezárták őket a barakkjaikba, ha nem kellett a személyzetet szórakoztatniuk, a foglyoknak meg volt engedve néhány közösségi életelem. Összegyűlhettek, a férfiak látogatásokat tehettek a nők barakkjában, a 3-as részlegben a foglyok maguknak is énekelhettek az ottani trió kíséretével.

### Ellenállási aktusok és szökések a felkelés előtt
Az első ellenállási aktus 1942. szeptember 11-én történt, amikor egy fogoly késsel megölt egy SS-t az esti létszámellenőrzéskor. Azonnal megölték a fogolyt, és megtorlásként még tízet helyben, 150-et pedig másnap.
Több szökés volt a táborból, főleg az első időszakában. A szökések száma lecsökkent, miután a munkacsapatokat valamennyire állandósították, de az SS-ek megelőző intézkedései is szigorúbbak lettek. Chris Webb brit történész 21 olyan fogoly nevét sorolja fel, akik a felkelés előtt szöktek meg és túlélték a háborút.
Voltak sikertelen szökési kísérletek és szökések is, amelyek mind az illető foglyok halálával végződtek. Egyszer hét fogoly próbált megszökni, máskor 25, megint máskor négy.

## A felkelés előkészítése
1943 kezdetétől egyre kevesebb deportáltszállítmány érkezett Treblinkába, és februárban elkezdték a holttestek kiásását és elégetését. Azután a foglyokhoz eljutott a németek vereségének híre Sztálingrádnál. Ezek a tények arra a következtetésre juttatták a foglyokat, hogy közeledik Németország végső legyőzése, hogy a nácik el akarják tüntetni a népirtás nyomait, és hogy ezért az összes fogolyt meg fogják ölni. Mivel már kevés munkájuk volt a 3-as részlegben dolgozókon és néhány más csapaton kívül, a foglyoknak több idejük volt összegyűlni és azt kezdték megvitatni, hogyan tudnának megmenekülni. Tudták, hogy az egyéni vagy a kis csoportban való szökés már csaknem lehetetlen a SS-ek szigorú megelőzési intézkedései miatt. Szökések után a táborban maradók elleni megtorlásokra is gondoltak. Arra jutottak, hogy az egyedüli megoldás csak felkelés és tömeges szökés lenne. Sokan így is meghalnának, de legalább bizonyos számú fogolynak esélye lenne életben maradni.

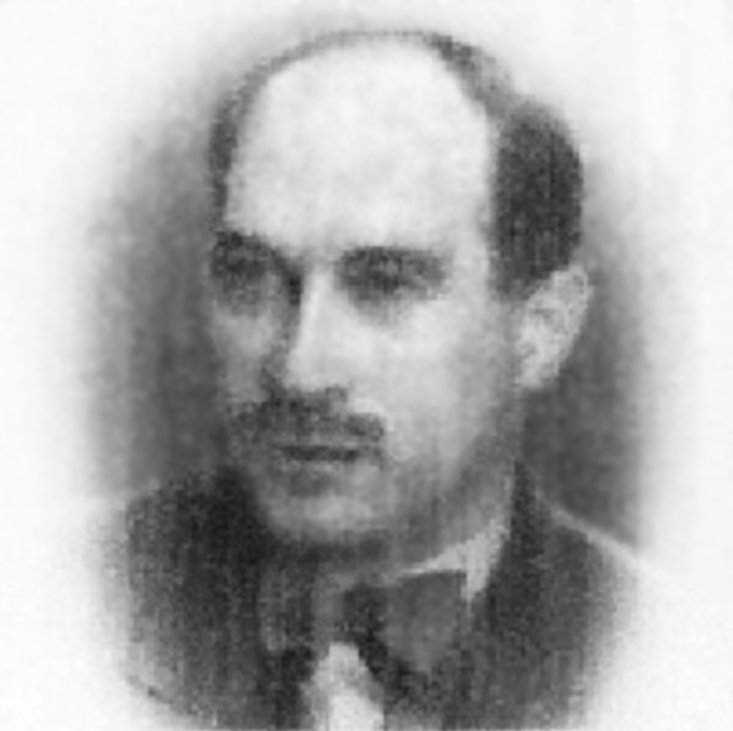
Julian Chorążycki, a szervezési bizottság első vezetője.

Február vége vagy március eleje táján szervezési bizottság alakult néhány funkciós és néhány, a dolgozók elitjéhez tartozó fogolyból. Köztük voltak: Julian Chorążycki orvos, aki részt vett mint ilyen az első világháborúban és a lengyel–szovjet háborúban, a táborban az SS-ek orvosa; Želomir Bloch, a csehszlovák hadsereg volt hivatásos tisztje (hadnagya), a táborban az egyik osztályozócsoport munkavezetője; Cwi Kurland kápó; Izrael Sudowicz agronómus, a táborban kertész; Władysław Salzberg szűcs, a táborban a szabóműhely főnöke. Később hozzájuk csatlakozott Adolf Friedman, egy másik osztályozócsoport munkavezetője. Volt még néhány tagja a bizottságnak, az előbbiek barátai, de személyazonosságukról megoszlanak a visszaemlékezések. A bizottság első embere Chorążycki volt, a katonai kérdésekkel megbízott pedig Bloch.
Március második felében a bizottságot meggyengítette Bloch és Friedman áthelyezése a 3-as részlegbe, ahonnan elvileg egyetlen fogoly sem juthatott ki. Azonban a két ember ott is alkotott egy bizottságot és sikerült részt vennie a szervezésben Jankiel Wiernik fogolynak köszönhetően, aki építkezési vállalkozó volt, a táborban ácsként dolgozott és kivételesen az egész táborban dolgozhatott. A szervezkedés abba a nehézségbe ütközött, hogy elegendő összeesküvőt csak azzal a kockázattal vonhattak be, hogy kitudódnak az előkészületek.

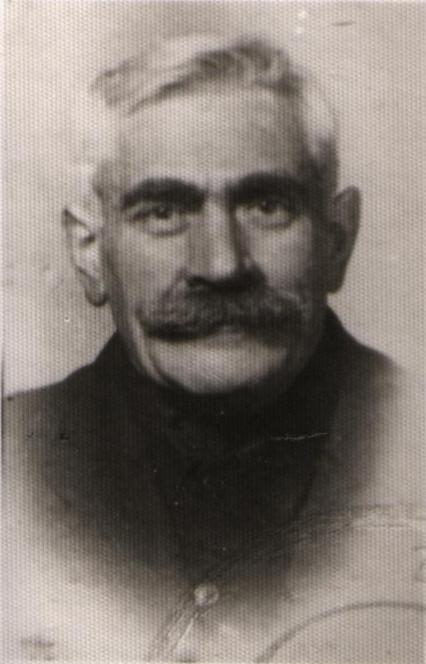
Jankiel Wiernik, a felkelés egyik túlélő részvevője, az első, aki írt róla.

A bizottság első feladataként fegyverek szerzését tűzte maga elé. Az első ötlet az volt, hogy a táboron kívül vásároljanak fegyvereket. Az összeesküvők életük kockáztatásával szereztek pénzt és értékes tárgyakat egyes osztályozóktól és arannyal foglalkozó foglyoktól. Arra gondoltak, hogy a faágakat szedő csapat vásárolhatna fegyvereket, mivel voltak alkalomszerű kapcsolatai helybéli lengyelekkel. Ez az ötlet megvalósíthatatlannak bizonyult. Voltak őrök, akiket meg tudtak vesztegetni, hogy hozzanak be nekik élelmet szomszédos helységekből, és fizettek nekik, hogy fegyvereket hozzanak, de azok megtartották a fizetséget és nem tették meg. Szerencsére nem árulták be az összeesküvőket. Ilyen fegyverszerzési kísérletek életébe kerültek Chorążyckinak. Egy SS bement a betegszobába és rajtakapta, miközben próbált pénzt eldugni, de az orvosnál volt méreg és bevette.
Mégis egyes túlélők visszaemlékezései szerint beszereztek az ágakat szedő csapat tagjai néhány pisztolyt, amiket eldugtak.
Egy másik ötlet az volt, hogy hatoljanak be a fegyvertárba és onnan vegyenek ki fegyvereket. Megjelent erre a lehetőség, amikor elromlott a fegyvertár ajtajának zárja, és egy fogoly lakatosnak meg kellett javítania. Ez kihasználta az alkalmat, hogy lemásolja az ajtó kulcsát.
Eleinte egy április elejei napra tervezték a felkelést. Ezért a négy kamaszt, akiknek bejárása volt a személyzet alrészlegébe, azzal bízták meg, hogy kézigránátokat hozzanak ki a fegyvertárból. Ezt nagyon nehéz volt megtenni, mert meg kellett találni azt a pillanatot, amikor a személyzetből senki sincs a közelben. A fiúk ki tudtak venni gránátokat két ládában és bevinni a cipészműhelybe, de amikor az összeesküvők kinyitották a ládákat, azt látták, hogy nem voltak bennük gyutacsok is, ugyanis ezeket külön tárolták. Hamar meg kellett találni az alkalmat, hogy vissza lehessen vinni a gránátokat a fegyvertárba, és a felkelést nem robbanthatták ki. Az egyedüli fegyvereik egyelőre csak a munkára használt szerszámok lehettek (fejszék, lapátok, emelőrudak), amelyeken kívül késeket készítettek és dugtak el.
Ez után a kudarc után Benajmin Rakowski, az 1-es és 2-es részleg táborfőnöke, aki Chorążycki halála után csatlakozott a bizottsághoz, 15 fogollyal együtt készített elő szökést, két megvesztegetett őrrel összejátszva, de egyszer az SS-ek átkutatták a foglyok barakkjában levő helyiségét. Pénzt és értékes tárgyakat találtak és lelőtték Rakowskit.
A varsói gettófelkelés idejében, április–májusban ott elfogott felkelőket kezdtek hozni a táborba. Egyiküknél gránát volt. Amikor le kellett volna vetkezniük, felrobbantotta. Meghalt egy őr, megsebesült egy SS, három dolgozó fogoly és néhány új deportált. Mégis a gettói szállítmányokból életben hagytak deportáltakat, hogy egészítsék ki a dolgozó foglyok szükséges számát, mivel ezeket előzőleg megtizedelte a tífuszjárvány. A gettóból deportáltak elbeszélései egyeseket bátorítottak arra, hogy lázadjanak fel, de másokat elrettentettek ettől a gettói felkelés következményei, a megölt zsidók tízezrei és az, hogy a gettóból kiszabadultak közül egyeseket feladtak lengyelek.
A varsói gettóból való szállítmányok után nem jött több. A foglyokhoz eljutottak hírek az újabb német vereségekről a Szovjetunióban, Észak-Afrikában és Olaszországban, olyan újságokból, amelyeket titokban a kamaszok hoztak ki az SS-ek lakóépületéből. Ezek a tények arról győzték meg egyre inkább az összeesküvőket, hogy az összes fogolyt meg fogják ölni, és újrakezdték a felkelésre való készülést. A szervező bizottság vezetését Marceli Galewski mérnök vette át, aki táborfőnök lett Rakowski megölése után. Újabb tagokat vontak be a bizottságba, végül tizen lettek. Az egyedüli fegyverszerzési megoldás az maradt, hogy a fegyvertárból vegyenek ki közvetlenül a felkelés előtt, amelyet csak fényes nappal lehetett kirobbantani. A bizottság kb. 60 fogolyt vont be az előkészületekbe az 1-es részlegben azok közül, akiket alkalmasoknak és megbízhatóknak talált, és öt–tíz tagú csoportokra osztotta őket úgy, hogy mindegyik munkacsapatban legyenek összeesküvők.
A 3-as részlegben is felkészültek a felkelésre. Mindegyik munkacsoportban volt öt összeesküvő. Nem tudni, hányan voltak összesen. Július második felére a munka csak a holttestek elégetésére korlátozódott, amit már majdnem befejeztek. Ezért még inkább, mint az 1-es részlegben meg voltak győződve arról, hogy közel van a végük. Azt kérték Wiernik, az összekötő ember közvetítésével, hogy minél hamarabb robbantsák ki a felkelést, de Galewski még nem találta a megfelelő időpontot. A 3-as részleg foglyai odáig mentek, hogy azzal fenyegettek, a többiek nélkül robbantják ki, de Galewski rávette őket, hogy legyenek türelemmel.
Végül a felkelést augusztus 2-ára határozták el, és erről értesítették a 3-as részlegbelieket is. Az volt a tervük, hogy 14 órakor kezdik kihozni a fegyvereket, elosztják ezeket a munkahelyeken, megtámadják az ott tartózkodó személyzet tagjait a munkaidő vége felé, vagy becsalva másokat különféle ürügyekkel műhelyekbe, és elveszik a fegyvereiket. Mindezt halkan akarták megtenni. A nyílt felkelés kezdetét egy gránát felrobbantásával akarták jelezni 16 óra 30 perckor. Azt remélték, hogy megállíthatják azt a vonatot, mely a tábor mellett haladt el 16:45-kor a Treblinka 1. tábor munkából visszatérő foglyaival, hogy őket is bevonják a felkelésbe. Meg akarták támadni a többi SS-t, átvenni az ellenőrzést a tábor felett, elvágni a telefonvonalakat, felgyújtani az egész tábort, majd az erdőbe akartak szökni és onnan éjjel tovább menni, tudva azt, hogy a felkelés után külső német erők fognak jönni a tábor személyzetének segítségére. Azt is remélték, hogy az őrök majd abbahagyják az ellenállást és ők is megszöknek, mivel egy idő óta bírálták az SS-eket foglyokkal való beszélgetéseikkor, tudva azt, hogy Németország el fogja veszíteni a háborút. A titoktartás szüksége miatt a foglyok többsége nem tudott a felkelésre való készülődésről, bár többen érezték, hogy készül valami. Őket csak a nyílt felkelés kirobbantása előtti utolsó pillanatban akarták értesíteni.

## A felkelés
A felkelésről való visszaemlékezések nem egyeznek minden részletükben, de nagyjából rekonstruálni lehet azon információk nyomán, amelyekről konszenzus van..

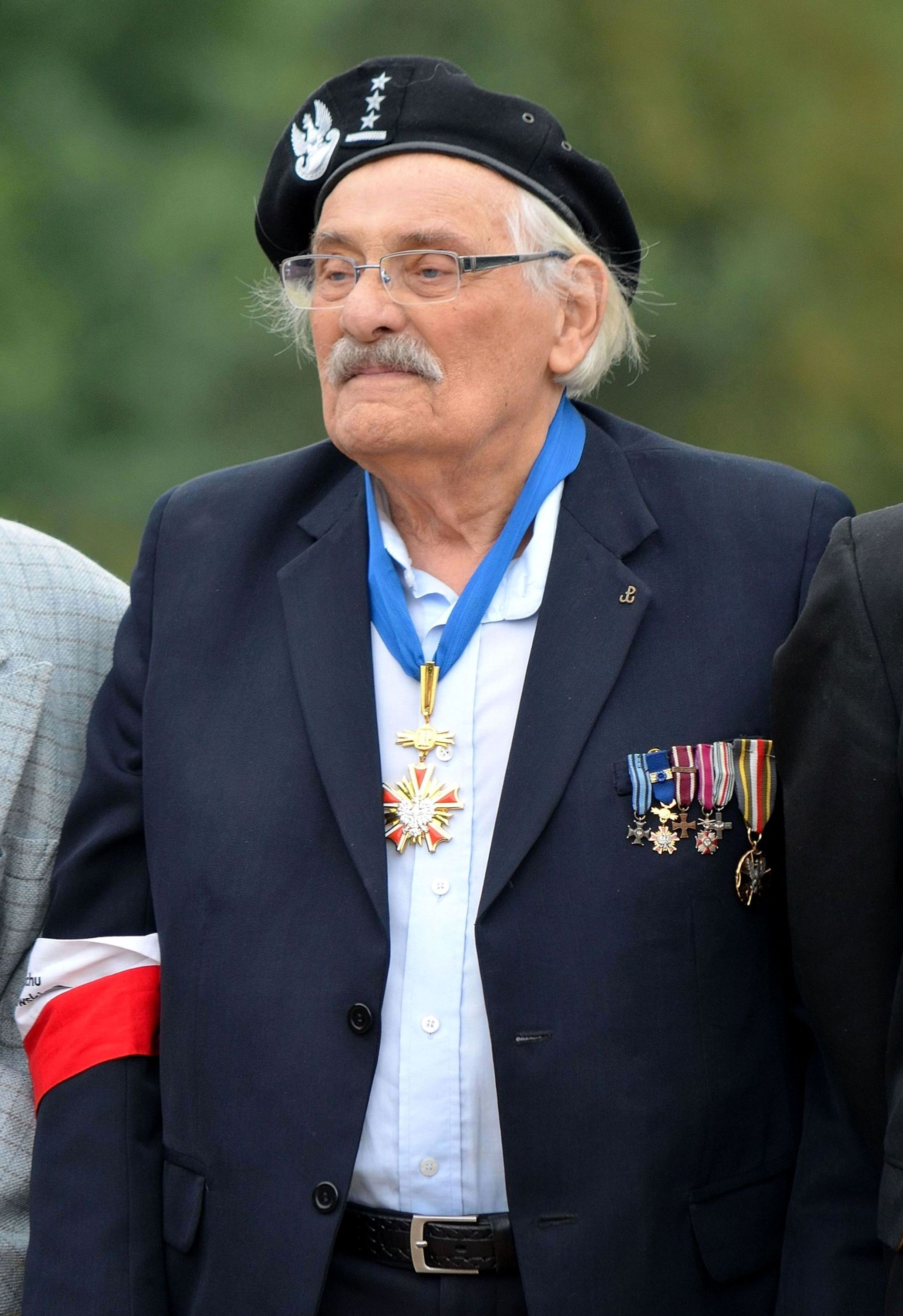
Samuel Willenberg (1923–2016), a treblinkai felkelés utolsó túlélő részvevője.

Az augusztus 2-ai nap nagyon meleg volt. Szokásos munkanapként kezdődött és zajlott, megtartották 13 órakor a létszámellenőrzést az ebédszünetben, majd újrakezdődött a munka. Nem előrelátott, de a felkelőknek kedvező esemény volt az, hogy SS-ek és őrök csoportja, köztük a táborparancsnok helyettese elment a Bug folyóhoz fürödni.
A fegyverek kihozatala valamivel a tervezett időpontnál később kezdődött el, mert egy SS váratlanul megjelent a fegyvertár közelében, de sikerült valami ürüggyel elcsalni onnan. Azután a tervet már nem tudták követni egy másik váratlan esemény miatt. Megjelent egy SS a műhelyeknél, bement az egyikbe, beszélt egy kápóval, akiről a foglyok tudták, hogy besúgó is. Amikor kijött, rábukkant egy fiatal fogolyra, akinek nem kellett volna ott lennie munkaidőben, átkutatta a zsebeit és pénzt talált, majd elkezdte verni. Az összeesküvők azt gondolták, hogy az SS megtudhatott valamit a kápótól vagy a fogoly elárulhatta volna az összeesküvőket vallatása nyomán, és az egyik pisztolylövést adott le az SS-re.
A táborban mindenfele tartózkodó összeesküvők azt hitték, hogy ez lett a felkelés kirobbantásának jele, és az 1-es részlegben káosz keletkezett. Túl kevés fegyvert, lőszert és gránátot sikerült addig kihozni, a vezetők már nem tudták összehangolni az akciókat és a táborban szétszóródott felkelők nem tudtak kapcsolatot tartani egymással. A telefonvonalakat nem sikerült elvágni. A felkelők felgyújtották az üzemanyag-raktárt, a műhelyeket és több barakkot. Nem volt már alkalom értesíteni a foglyok többségét a felkelésről közvetlenül ennek kirobbantása előtt, és ezek a foglyok pánikszerűen rohantak össze-vissza a táborban. A 3-as részlegben a felkelés szervezettebben zajlott Bloch parancsnoksága alatt. A felkelők megöltek és megsebesítettek néhány őrt, elvették fegyvereiket, felgyújtották a faépületeket, de nem sikerült felgyújtani a gázkamrák téglaépületét is, majd kitörtek a részlegből. Az őrök gépfegyverrel lőttek az őrtornyokból, miközben a felkelők csak gyér lövésekkel viszonozhatták a tüzet. A legtöbb fogoly oda futott, ahol a kerítést átvágták azok, akiknél drótvágó eszköz volt, és megpróbáltak kijutni. Azonban a tábort szögesdrótos cseh sünökből álló tankakadály-rendszer is körülzárta, és sokat lelőttek az őrtornyokból, amikor fennakadtak rajta. A harc megközelítően félórát tartott. Franciszek Ząbecki, aki Treblinka falu vasútállomásának főnöke volt a tábor létezésének egész időszaka alatt és ugyanakkor a Honi Hadsereg lengyel ellenállási mozgalom tagja, lefényképezte messziről az égő táborból felszálló füstöt. A háború után elmondta, hogy a tábor 18 óráig égett.

## A felkelés következményei
A felkelés időpontjában kb. 850 fogoly volt a táborban. Nem akart vagy nem tudott megszökni kb. 100. A harcban esett el vagy a szökést megkísérelve kb. 350–400. A táborparancsnok azonnal hívott kinti erőket, amelyek hamar a tábor közelébe értek. 350–400 fogolynak sikerült megszöknie. Ezek közül a németek és az őrök kb. 200-at megöltek aznap és a következő éjszakán. A két szervező bizottság tíz tagja közül nyolcan a tábori harcban estek el, ketten pedig öngyilkosok lettek mindjárt a szökés után, köztük Galewski. A tábor személyzetének nagyon kevés vesztesége volt: egy sebesült SS és öt vagy hat halott és sebesült őr. A felkelők két kápót is megöltek, egy férfit és egy nőt.
A németek erélyes hajtóvadászatot indítottak annak a kb. 200 szökevénynek az elfogására, akik messzebb jutottak. Csak a szökésről előre tudó szökevényeknek lehettek terveik a szökés utánra, azok is csak nagyon homályosak lehettek, és általában nekik sem volt előkészítve semmi. Csupán néhánynak volt valamennyi aranya, gyémántja vagy pénze, amit életük kockáztatásával sajátítottak el az osztályozóbarakkokból. Egyedül vagy kis számban együtt sorsukra maradtak, csak abban a szerencsében bízhattak, hogy majd rábukkannak olyan emberekre, akik segítenek rajtuk rejtekhellyel és élelemmel. Egyes túlélők beszámoltak arról, hogy segítettek rajtuk lengyelek. Például Samuel Rajzmant elrejtette egy paraszt a háború végéig. Másokat ellenségesen fogadtak egyes helybéliek. Ezek vagy közömbösek voltak a zsidók sorsa iránt, vagy féltek a megtorlástól, amelyet a németek helyeztek kilátásba, ha zsidókon segítenek, vagy antiszemiták voltak, beleértve egyes ellenálló csoportokat. Egyesek a németek által megígért jutalomért adtak át szökevényeket, mások kirabolták azokat, akiknél volt pénz vagy értéktárgyak. Például Abraham Goldfarb túlélő szökevény leírta, hogy ő és egy társa ennivalót kért egy paraszttól, az meg értesítette róluk a rendőröket, de nekik sikerült elszökni előlük. Szintén vele történt meg, hogy elfogták más parasztok, akik azzal fenyegették meg, hogy megölik, ha nem ad nekik pénzt, de nála nem volt semmi. Azonban később kapott élelmet egy parasztasszonytól.
A 200 továbbjutottból kb. 100-at elfogtak és megöltek, többségüket a németek, egyeseket pedig banditák, szélsőjobboldali partizánok és parasztok, vagy miután ilyenek átadták őket a németeknek. Mégis voltak szökevények, akik megmenekültek és túlélték a háborút. Chris Webb 74 ilyen túlélő nevét sorolja fel, köztük három nőét. Edward Kopówka és Paweł Rytel-Andrianik lengyel kutatók megneveznek még hármat, akiket helybéli lakosok mentettek meg.

## A tábor a felkelés után
A felkelés után elhatározták a tábor felszámolását. Mivel a gázkamrák épek maradtak, kis csoportok deportálása és megsemmisítése folytatódott 1943. augusztus 19-ig.
A nácik el akarták tüntetni a tábor minden nyomát. Az ottmaradt kb. 100 fogoly egy részének lerombolásán dolgozott. 1943. október 20-án, az október 14-ei sobibóri felkelés és az ottmaradt összes fogoly megölése után, 30–50-et a treblinkaiak közül elvittek oda, hogy rombolják le a tábort, majd megölték őket. A Treblinkában maradtak folytatták e tábor lerombolását, majd november 17-én őket is megölték.
A gázkamrák épületét lebontották és a terület egy részére fákat ültettek, a többi részén pedig egy parasztgazdaságot rendeztek be épületekkel és takarmánynövénnyel bevetett parcellával.

## A felkelés emléke
A nácik megpróbálták jelentéktelennek feltüntetni a felkelést és lehetőleg titokban tartani. Azt kihasználva, hogy egyetlen SS sem halt meg, a táborparancsnok közvetlen felettesei nem kértek tőle írott jelentést, ő pedig azt állította, hogy minden szökevényt néhány óra alatt elfogtak.
A lengyel ellenállás nagyon hamar tudomást szerzett a felkelésről és híreket közölt róla több földalatti kiadványában, első ízben augusztus 10-én. A hír eljutott Londonba is, az emigráns lengyel kormányhoz, és ez 1943 vége felé a hírt tartalmazó sajtószemléket közölt földalatti újságokból. Az első ilyen hírekben nagyon eltúlozták a foglyok számát, a szökevényekét, ezek és a személyzet veszteségeit, mivel a híreket helyi lakosoktól kapták. Fokozatosan, mivel az ellenállási mozgalmak szökevényektől is kaptak híreket, ezek közelebb kerültek a valósághoz.
A felkelés után Jankiel Wiernik szökevényt segítette rejtőzködni az egyik lengyel ellenállási mozgalom, és arra késztette, hogy írásban számoljon be Treblinkáról és az ott átéltekről, majd 1944 májusában füzetben adta ki beszámolóját 2000 példányban. Ebben a felkelést is részletesen leírta. 1945-ben a füzet megjelent angol fordításban is New Yorkban.

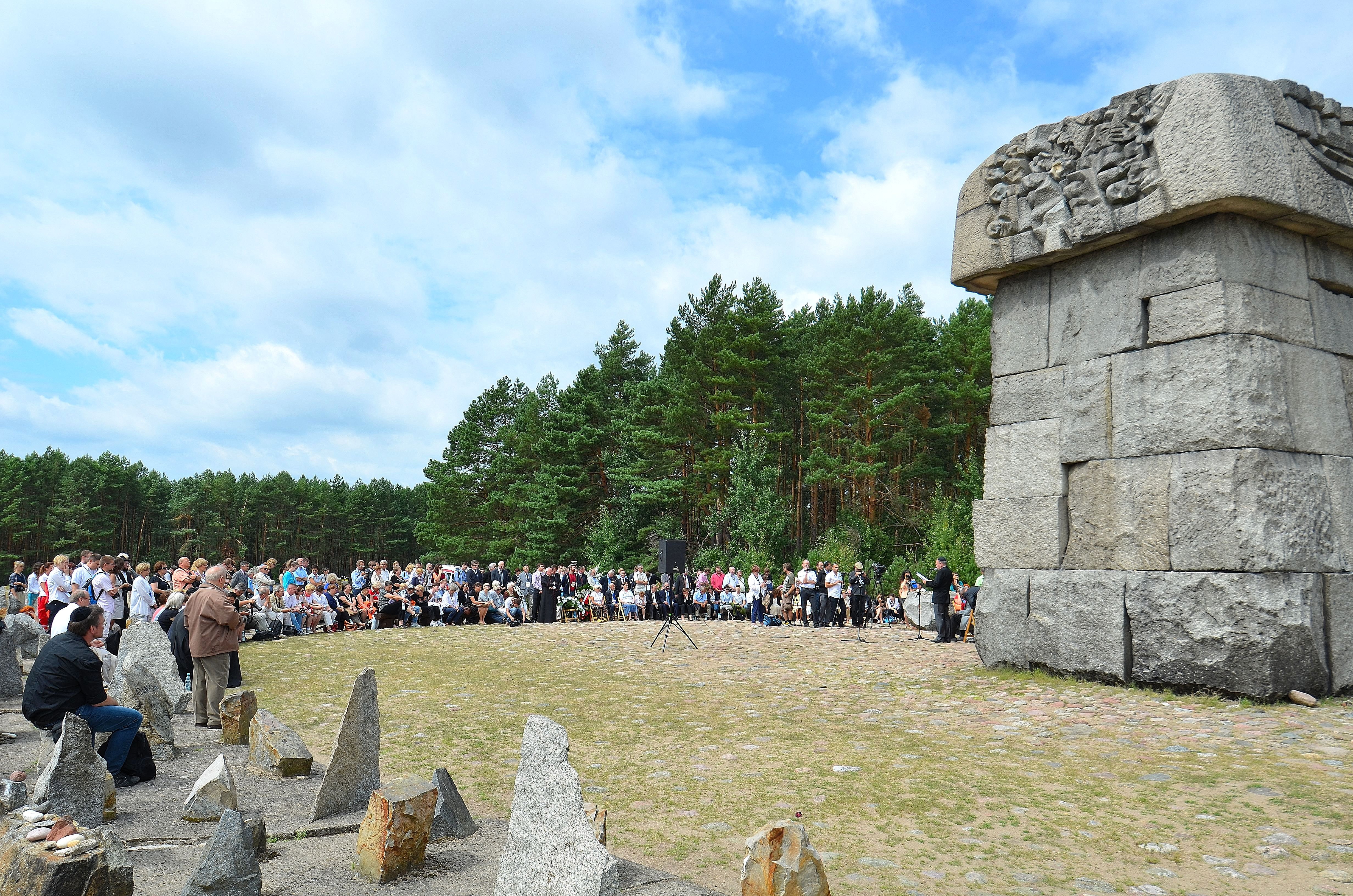
A treblinkai felkelésről való megemlékezés 70. évfordulóján, 2013. augusztus 2-án.

A háború után több túlélő szökevény, de lengyelek is, akik nem voltak foglyok, tanúvallomást tettek 1945-től kezdve igazságszolgáltatási szervek előtt arról, amit tudtak Treblinkáról. Köztük volt Franciszek Ząbecki, aki a tábor egész létezési időszaka alatt közölt a Honi Hadsereggel információkat erről és a felkelésről is. Samuel Rajzman volt fogoly a nürnbergi perben tett tanúvallomást 1946-ban.
A treblinkai SS-ek elleni perekben több volt fogoly és egyéb személyek is tanúvallomást tettek, köztük Ząbecki, főleg a Düsseldorfban 1964–1965-ben és 1970-ben megtartott Treblinka-perekben. Ezekben a perekben és később is a személyzet volt tagjai szintén beszámoltak a felkelésről. Ennek témája később is megjelent holokausztkutatók beszélgetéseiben volt foglyokkal, de volt SS-ekkel is.
Három túlélő könyveket írt arról, amit átéltek a táborban, a felkelés és szökésük közben: Samuel Willenberg, Richard Glazar és Chil Rajchman. Más túlélők cikkeket írtak. Kutatók folytattak beszélgetéseket túlélőkkel, egyesekkel még a 2000-es és 2010-es években is. Például Michal Chocholatý cseh kutató részleteket közöl hat volt szökevénnyel való beszélgetéseiből.
Dokumentumfilmek is vannak Treblinkáról és a felkelésről szóló beszámolókkal:
- 2002 – Ostatni świadek (Az utolsó tanú) – lengyel film Samuel Willenberg és Kalman Taigman(wd) volt foglyokkal;[114]
- 2002 – A pesar de Treblinka (Treblinka ellenére) – uruguayi film, a fenti kettővel és Chil Rajchman volt fogolytársukkal;[115]
- 2012 – Death Camp Treblinka: Survivor Stories (A treblinkai haláltábor. Túlélők elbeszélései) címmel az Egyesült Királyságban és Treblinka's Last Witness (Treblinka utolsó tanúja) címmel az Amerikai Egyesült Államok-ban – a BBC filmje Willenberggel a volt tábor helyén, Varsóban és Izraelben, valamint Kalman Taigmannal;[116]
- 2016 – Treblinka, je suis le dernier Juif (Treblinka. Én vagyok az utolsó zsidó) – francia film Chil Rajchmannal.[117]

1964-ben a tábor helyén felavattak egy műemléket, a később létrehozott emlékhely első elemét. Ezt folyamatosan bővítették egyéb elemekkel, végül 2010-ben állandó kiállítás számára avattak fel épületet és a volt tábor a Treblinkai Múzeum lett.
A volt tábor helyén rendszeresen tartanak megemlékezéseket főleg a felkelés évfordulóin.

## Kapcsolódó szócikk
- Franz Stangl
- Treblinkai megsemmisítő tábor